# Scriptoplusia didymospila
Scriptoplusia didymospila là một loài bướm đêm trong họ Noctuidae.